# Andrea Sedláčková
Andrea Sedláčková (* 22. února 1967 Praha) je česká režisérka, scenáristka a herečka. Natočila několik celovečerních filmů, řadu televizních filmů pro Českou televizi a několik divácky úspěšných dokumentů. K převážné většině z nich napsala i scénář. Z celovečerních filmů Andrey Sedláčkové jsou zřejmě nejznámější filmy Musím tě svést a Fair Play. Z televizních filmů je nejvýraznější částečně autobiografický cyklus Ze života pubescentky, Můj otec a ostatní muži, Krásný čas, Opravdová láska a Dívka za zrcadlem. Hlavní hrdinku Renátu (od druhého filmu cyklu) ztvárnila Tatiana Vilhelmová.

## Životopis
V letech 1986–1989 studovala scenáristiku a dramaturgii na FAMU. V roce 1989 emigrovala do Francie, kde dne 17. listopadu 1989 získala politický azyl. V letech 1990–1993 studovala režii a střih na FEMIS v Paříži. Ve Francii se živí střihem hraných filmů, kterých odstříhala přes třicítku. V Čechách (na Moravě a ve Slezsku) působí jako scenáristka, režisérka hraných a dokumentárních filmů a publikovala dva romány.
Má dvě děti. Žije střídavě v Praze a v Paříži.

## Filmografie

### Herectví
- Muž přes palubu (1980)
- Jen si tak trochu písknout (1980)
- Skleněný dům (1981)
- Třetí patro (1985)
- Bony a klid (1987)
- Pražská 5 (1988)
- Dobrá čtvrť (2005)

### Scénář
- Fair Play (2014)

### Režie
- Polobotky (1997)
- Intuice (1998)
- Ze života pubescentky (1999)
- Oběti a vrazi (2000)
- Musím tě svést (2002)
- Můj otec a ostatní muži (2003)
- Krásný čas (2006)
- Opravdová láska (2007)
- Rytmus v patách (2009)
- Fair Play (2014)
- Dívka za zrcadlem (2018)
- Backstage (2018)
- Můj otec Antonín Kratochvíl (2020)

### Dokument
- Co jste dělali v listopadu? (1994)
- Po schodech paměti (1995)
- Lidé, kteří nás také soudí (1996)
- Poslanecké tance (1997)
- Rychlé starty (1995)
- Život podle Václava Havla (2015)
- Toyen, baronka surrealismu (2023)

## Ocenění
- nominaci na Césara – střih: film Welcome (2009)
- nominace v kategoriích nejlepší režie a scénář na Cenách české filmové kritiky 2014 za film Fair Play
- francouzský Řád umění a literatury v hodnosti rytířky (2021)